# L'Exposé
L'Exposé est un court métrage de Ismaël Ferroukhi, avec Catherine Corsini, sorti en 1993.

## Synopsis
Un jeune adolescent, pour l'école, est tenu de faire un exposé sur son pays natal, le Maroc.

## Fiche technique
- Réalisateur : Ismaël Ferroukhi
- scénariste : Ismaël Ferroukhi et Camille Brottes
- Durée : 24 minutes
- Pays :  France
- Langage : français
- Format : couleur
- Monteur : Cédric Kahn
- compositeur : Desmond Dekker

## Distribution
- Catherine Corsini
- Akim Lahouiri
- Fatima Belhimeur
- Hebib Boukabous